# کاپریوا دل فریولی
کاپریوا دل فریولی (به ایتالیایی: Capriva del Friuli) یک کومونه در ایتالیا است که در استان گوریتزیا واقع شده‌است.

## خصوصیات
کاپریوا دل فریولی ۶٫۲ کیلومترمربع مساحت و ۱٬۶۷۰ نفر جمعیت دارد و ۴۹ متر بالاتر از سطح دریا واقع شده‌است.